# Rubrotricha
Rubrotricha is een geslacht van korstmossen dat behoort tot de orde Lecanorales van de ascomyceten. De typesoort is Rubrotricha helminthospora.

## Soorten
Volgens Index Fungorum telt het geslacht twee soorten (peildatum december 2023):
| Soortnaam                     | Auteur(s)                          | Publicatiejaar |
| ----------------------------- | ---------------------------------- | -------------- |
| Rubrotricha helminthospora    | (R. Sant.) Lücking, Sérus. & Vězda | 2005           |
| Rubrotricha subhelminthospora | Lücking                            | 2005           |